# Chloroclystis zatricha
Chloroclystis zatricha là một loài bướm đêm trong họ Geometridae.